# Stictoptera pammeces
Stictoptera pammeces là một loài bướm đêm trong họ Noctuidae.